# 特爾米采
特爾米采是捷克的城鎮，位於該國西北部，由烏斯季州負責管轄，面積6.66平方公里，海拔高度148米，主要經濟活動是工業，鎮上有發電廠，2006年人口3,190。

## 外部連結
- Official website

50°38′35″N 13°59′42″E / 50.643°N 13.995°E